# Helicella zaratei
Helicella zaratei é uma espécie de gastrópode  da família Hygromiidae.
É endémica de Espanha.